# 351 (số)
351 (ba trăm năm mươi mốt) là một số tự nhiên ngay sau 350 và ngay trước 352.